# Liste der Monuments historiques in Laperrière-sur-Saône
Die Liste der Monuments historiques in Laperrière-sur-Saône führt die Monuments historiques in der französischen Gemeinde Laperrière-sur-Saône auf.

## Liste der Objekte
| Bezeichnung                                       | Beschreibung | Standort                                 | Kennzeichnung | Schutzstatus | Datum | Bild |
| ------------------------------------------------- | --- | ---------------------------------------- | ------------- | ------------ | ----- | ---- |
| Hauptaltar                                        | Ensemble aus PM21003046 bis PM21003048                                                                            | in der Kirche Ste-Marie-Madeleine (Lage) | PM21003045    | Classé       | 1999  |      |
| Altartisch                                        | Stein und Stuck, farbig gefasst und vergoldet, 18. Jahrhundert                                                    | in der Kirche Ste-Marie-Madeleine (Lage) | PM21003046    | Classé       | 1999  |      |
| Altaraufbau, Flügeltabernakel und Exposition      | Holz, versilbert und vergoldet, 18. Jahrhundert                                                                   | in der Kirche Ste-Marie-Madeleine (Lage) | PM21003047    | Classé       | 1999  |      |
| Wandvertäfelung und Altargemälde: Maria Magdalena | Holz, farbig gefasst und vergoldet, sowie Ölfarbe auf Leinwand, 18. Jahrhundert; das Gemälde nach Charles Le Brun | in der Kirche Ste-Marie-Madeleine (Lage) | PM21003048    | Classé       | 1999  |      |
| Drei Kanontafeln                                  | Druckerschwäzre auf papier, vergoldete Holzrahmen, 18. Jahrhundert                                                | in der Kirche Ste-Marie-Madeleine (Lage) | PM21003060    | Classé       | 2003  |      |
| Zwei Seitenaltäre                                 | jeweils Altaraufbau und Retabel; Holz, farbig gefasst und vergoldet, zwischen dem 16. und 18. Jahrhundert         | in der Kirche Ste-Marie-Madeleine (Lage) | PM21004231    | Inscrit      | 1997  |      |
| Skulptur Maria Magdalena                          | Holz, farbig gefasst, versilbert und vergoldet, 16. oder 17. Jahrhundert                                          | in der Kirche Ste-Marie-Madeleine (Lage) | PM21004232    | Inscrit      | 1997  |      |
| Skulptur eines Bischofs                           | Holz, farbig gefasst, versilbert und vergoldet, 16. oder 17. Jahrhundert                                          | in der Kirche Ste-Marie-Madeleine (Lage) | PM21004233    | Inscrit      | 1997  |      |
| Kronleuchter                                      | Glas, Bronze, Mitte des 19. Jahrhunderts                                                                          | in der Kirche Ste-Marie-Madeleine (Lage) | PM21004234    | Inscrit      | 1997  |      |